# Campydelta campyla
Campydelta campyla är en fjärilsart som beskrevs av George Francis Hampson 1909. Campydelta campyla ingår i släktet Campydelta och familjen nattflyn. Inga underarter finns listade i Catalogue of Life.